# San Andrés Zabache
San Andrés Zabache là một đô thị thuộc bang Oaxaca, México. Năm 2005, dân số của đô thị này là 756 người.